# Ragenold de Nantes
Ragenold de Nantes (vieux norrois Rögnvaldr ou Rǫgnvaldr), était un chef viking qui constitua une petite principauté scandinave à Nantes (Nancsaborg ou Namsborg,) et dans sa région. Il fut roi viking de Nantes de 919 à sa mort en 930,.

## Biographie
Selon Jean Renaud, un chef viking d’origine norvégienne, Rögnvaldr, que l’annaliste franc Flodoard nomme Ragenold, s’engage en 919 sur la Loire ; il prend le contrôle de l’estuaire et s’empare de Nantes. Le comte Foulque Ier d'Anjou qui revendiquait le titre de comte de Nantes est incapable de défendre la région,. 
Le comte Robert de France doit intervenir en 921. Il assiège les Vikings pendant cinq mois, et reçoit d’eux des otages. Il leur concède Nantes et la Bretagne qu’ils avaient dévastée contre une vague promesse de conversion au christianisme. Ragenold constitue une principauté viking autour de Nantes nommée Namsborg.
Le roi Charles le Simple, déchu par les grands du royaume en 922, invoque l’appui des chefs scandinaves, Rollon et Ragenold qui dévastent la Francie au-delà de l’Oise en 923. Le nouveau roi Raoul de France les arrête puis les poursuit jusqu’en Normandie. Les négociations qui s’engagent tournent à l’avantage de Rollon qui reçoit en plus de Rouen, qu’il contrôlait déjà, l’Hiémois et le Bessin. En revanche, Ragenold, qui n’avait pas encore « reçu de terres dans les Gaules », ravage les possessions entre Seine et Loire du duc Hugues qui comme Guillaume II le Jeune Duc d’Aquitaine doit traiter avec lui pour qu'il rentre en Bretagne.
L’année suivante, Ragenold et les siens ravagent la Bourgogne. Mais les comtes Garnier de Sens, Manassès II de Dijon et les évêques Josselin de Langres et Ansegise de Troyes lui infligent une sévère défaite, le 6 décembre 924 à Calaus mons (qui est peut-être Chalmont, entre Milly-la-Forêt et Barbizon, ou Chalaux, sur la rivière du même nom, dans la Nièvre, ou encore à l'embouchure de l'Arconce près du lieu-dit Caro, devenu depuis Carrouges).
En 927, les Francs, maintenant en paix avec Guillaume Longue Épée, le fils et successeur de Rollon, entreprennent une nouvelle campagne contre Nantes. Le duc des Francs Hugues et le comte Herbert II de Vermandois assiègent la ville pendant cinq semaines, donnent et reçoivent des otages. Les Scandinaves conservent le Nantais en toute propriété. 
Ragenold y règne jusqu’à sa disparition. On ignore les rapports qu’il entretenait avec les autres bandes vikings qui s’étaient établies dans le sud de la Bretagne dans le Morbihan et en Cornouaille comme dans le nord ; dans le Léon en Trégor et dans la région de Dol.
Aimon, le rédacteur du second livre des Miracles de St Benoit indique qu’il serait mort après une tentative de pillage de l’abbaye de Saint-Benoît-sur-Loire à la suite d’une intervention du saint qui lui aurait reproché ses pillages et ordonné de quitter les lieux. 
Ragenold mourut, sans doute de maladie, à Nantes vers 930 ; Incon (Hákon ou Inge) lui succéda à la tête de la petite principauté viking qu'il avait constituée.